# 雅羅斯拉夫爾火車總站
雅羅斯拉夫爾火車總站（俄语：Ярославль-Главный）是位於俄羅斯雅罗斯拉夫尔的鐵路車站，為北方鐵路局的樞紐車站。車站啟用於1898年，最初是一座木造建築。目前的車站建築建於1952年；2018年10月10日，雅羅斯拉夫爾州文物保護司司長簽署命令，將車站大樓列入文化遺產名錄。